# Howard Morrison (rechter)
Howard Morrison (20 juli 1949) is een Brits jurist. Hij diende verschillende decennia als advocaat en was rechter ten tijde van de staatsgreep in Fiji in 1988. Hij was kortstondig rechter voor het Libanontribunaal en vervolgens enkele jaren voor het Joegoslaviëtribunaal. In 2012 trad hij aan als rechter van het Internationale Strafhof.

## Levensloop
Morrison studeerde rechten aan de Universiteit van Londen en de Inns of Court School of Law dat deel uitmaakt van de City University London. Hij slaagde als Bachelor of Laws en werd in 1977 opgenomen in de advocatenkamer van Gray's Inn. In 2008 kreeg hij hier de eretitel van Master of the Bench.
Morrison werkte in 1975 kortstondig als ontwikkelingswerker in Malawi en Zambia. Van 1977 tot uiteindelijk 2004 was hij advocaat. Ondertussen werd hij in 1986 benoemd tot rechter (resident-magistraat) in Fiji en was hij inmiddels hoofdrechter toen de militaire staatsgreep van 1988 plaatsvond, een tijd waarin hij op juridisch vlak bleef doorwerken in Fiji, maar ook op andere eilanden in het oostelijke deel van de Caraïben. In 1989 werd hij beloond voor zijn juridische doorgang tijdens de coup door de benoeming tot Lid in de Orde van het Britse Rijk. Hierna keerde hij terug naar het Verenigd Koninkrijk, waar hij de strafrechtelijke verdediging en vervolging op zich nam, enerzijds net als voorheen in het Oxford and Midland Circuit, maar ook in militaire rechtbanken in het Verenigd Koninkrijk en Duitsland. Verder was hij in 1993 en 1998 griffier. Later nam hij de verdediging op zich in zaken die dienden voor het Joegoslaviëtribunaal in Den Haag en het Rwandatribunaal in Arusha. In 2001 trad hij toe tot de Queen's Counsel en in 2004 werd hij een rechter van het Circuit.
In 2009 werd hij benoemd tot rechter van het Libanontribunaal in Leidschendam, maar ging als rechter nog hetzelfde jaar door naar het Joegoslaviëtribunaal in Den Haag na het aftreden van een Engelse rechter aldaar. Op 11 maart 2012 begon hij aan een termijn van negen jaar als rechter van het Internationale Strafhof dat zich eveneens in Den Haag bevindt.
Morrison doceert in meerdere landen in internationaal strafrecht en mensenrechten, en is deelnemer en mede-organisator van een groot aantal internationale conferenties en seminars. In 2007 werd hij voor zijn bijdragen aan het internationale recht bevorderd tot Commandeur in de Orde van het Britse Rijk .